# Chavignon
Chavignon är en kommun i departementet Aisne i regionen Hauts-de-France i norra Frankrike. Kommunen ligger  i kantonen Vailly-sur-Aisne som ligger i arrondissementet Soissons. År 2022 hade Chavignon 852 invånare.

## Befolkningsutveckling
Antalet invånare i kommunen Chavignon
Referens: INSEE